# ویتوریو هوسله
ویتوریو هوزله (متولد ۲۵ ژوئن ۱۹۶۰ در میلان) فیلسوف آلمانی‌ست. او در سن ۲۱ سالگی موفق به اخذ مدرک دکترا شد. او استاد فلسفه دانشگاه راسن آلمان است. یکی از معروف‌ترین کتاب‌های او، محفل فیلسوفان خاموش است.

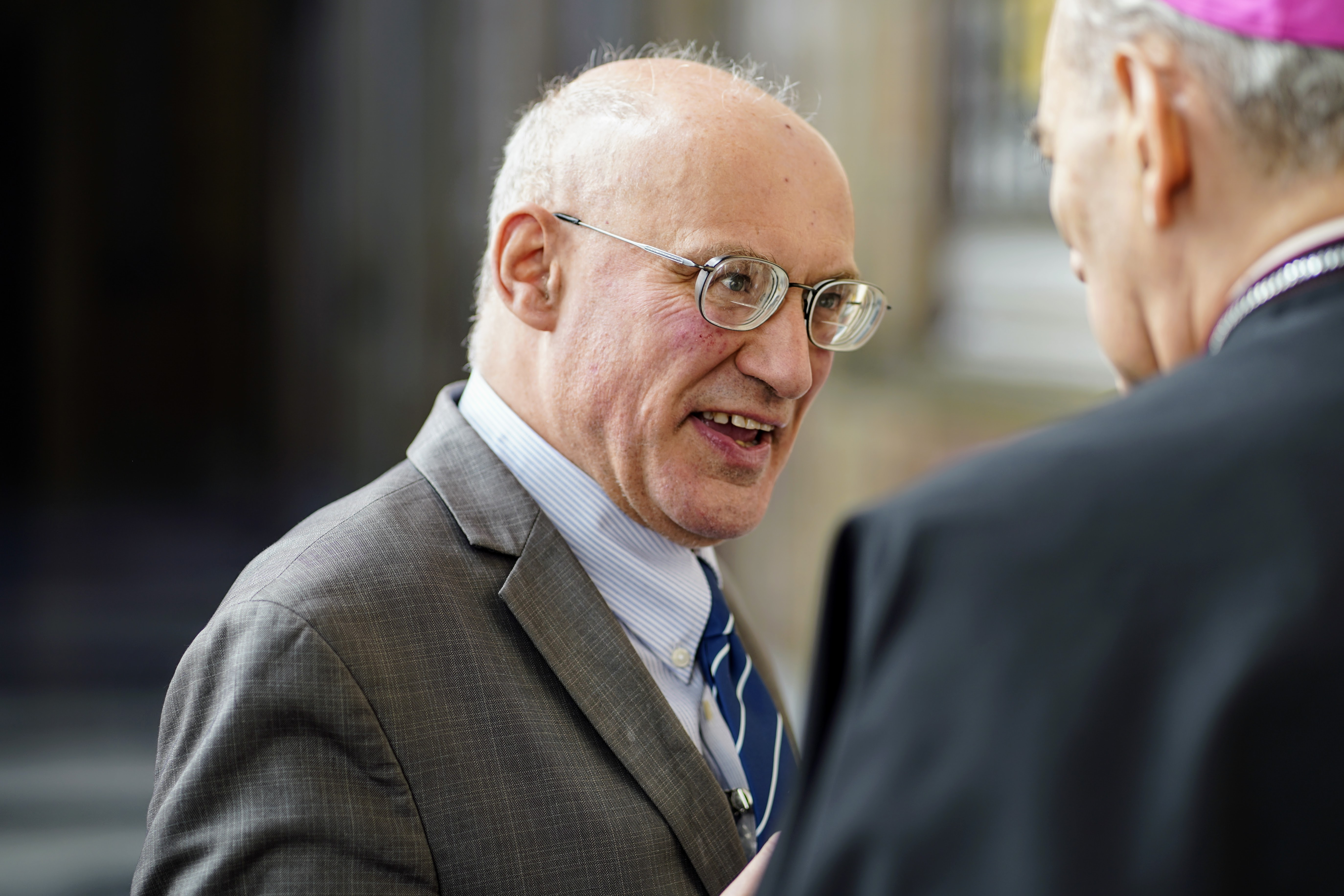
Vittorio Hösle, 2020

## دربارهٔ کتاب محفل فیلسوفان خاموش
این کتاب در واقع پسانوشت کتاب دنیای سوفی اثر یوستین گردر است. محفل فیلسوفان خاموش در راستای دنیای سوفی است. این کتاب برای نوجوانان تألیف گردیده‌است که خواننده بهتر است پیش از مطالعه آن، کتاب گوردر را خواننده باشد. اقبال عمومی کتاب خوانان نه تنها در ایران بلکه در غرب نسبت به کتاب «دنیای سوفی» عالی بوده‌است، به‌طوری‌که همین کتاب حاضر و کتاب دنیای تئو که دربارهٔ ادیان است، ماحصل تأثیرگذاری نویسنده می‌باشد.
این کتاب، مجموعه نامه‌هایی است که از ژانویه ۱۹۹۴ تا ژانویه ۱۹۹۶ میان دختری یازده ساله به نام نورا. ک و ویتوریو هوسله رد و بدل شده‌است. پرسشهای کودکانه نورا. ک از جمله پیچیده‌ترین مسائل فلسفی است و هوسله را وادار می‌سازد تا در میان این نامه‌ها دست در دست نورای کنجکاو و مبهوت از مسیر هزار توی فلسفه بگذرد و برای پرسشهای او پاسخ بیابد. این دو در کنار هم محفلی رؤیایی و زیبا پدیدمی‌آورند که در آن فیلسوفان بزرگی از افلاطون تا هانس یوناس دربارهٔ پروردگار و جهان هستی و راه صحیح زندگی سخن می‌گویند. ویژگی این کتاب نسبت به «دنیای سوفی» در این است که این اثر حاصل نامه نگاری‌های واقعی میان هوسله و نورا است و مباحثی که در اینجا مطرح می‌شود، بنیادی تر از کتاب گوردر است.